# Lamyra nigrovittata
Lamyra nigrovittata är en tvåvingeart som först beskrevs av Matsumura 1916.  Lamyra nigrovittata ingår i släktet Lamyra och familjen rovflugor. Inga underarter finns listade i Catalogue of Life.